# Iwona Kraska-Szlenk
Iwona Ewa Kraska-Szlenk (ur. 1960) – polska afrykanistka, doktor habilitowana nauk humanistycznych, wykładowczyni Uniwersytetu Warszawskiego.

## Życiorys
W 1987 uzyskała na Wydziale Neofilologii Uniwersytetu Warszawskiego tytuł magistra, a w 1991 tytuł M.A. na Uniwersytecie Illinois w Urbanie i Champaign. W 1995 obroniła tamże doktorat z językoznawstwa, który później nostryfikowała w Polsce. W 2008 habilitowała się na UW podstawie pracy Analogia: relacja między leksykonem a gramatyką. W 2021 otrzymała tytuł profesorki nauk humanistycznych.
W skład jej zainteresowań wchodzą: język, kultura i literatura suahili, językoznawstwo kognitywne, frekwencja, badania korpusowe, zagadnienia języka i kultury, analogia.
Od 1988 pracuje na UW. Do 1997 w Zakład Języków i Kultur Afryki Instytutu Orientalistyki UW. A następnie w Katedrze Języków i Kultur Afryki Wydziału Orientalistycznego UW, którą od 2017 do 2019 kierowała. W latach 1989–1996 przebywała na urlopie naukowym celem prowadzenia badań w USA. Przebywała na stażach także w: Tunezji, Tanzanii, Kenii, Australii i Zanzibarze.
Członkini Polskiego Towarzystwa Afrykanistycznego.
Recenzowała dwie dysertacje doktorskie.

## Publikacje książkowe
- 2021 (współredakcja z Melike Baş), Embodiment in Cross-Linguistic Studies: The ‘Eye’. Leiden: Brill.
- 2021 (współredakcja z Beata Wójtowicz), Język i literatura suahili: konteksty społeczno-kulturowe. Warszawa: Elipsa.
- 2020 (red.) Body Part Terms in Conceptualization and Language Usage. Amsterdam/Philadelphia: John Benjamins.
- 2019 (red.), Embodiment in Cross-Linguistic Studies: The ‘Head’. Leiden: Brill.
- 2016 (redakcja, przekład, wstęp). Opowieści na werandzie. Wybór z literatury suahili XIX wieku, Warszawa: Elipsa.
- 2015 (red.). Nipe kalamu: Odsłony dawnej literatury suahili. Warszawa: Elipsa.
- 2014 Semantics of Body Part Terms: General Trends and a Case Study of Swahili. LINCOM Studies in Semantics 6. München: LINCOM Europa. [Reviewed by Kelsie Pattillo on Linguist List, Nov 11, 2015].
- 2014 (red., z Matthiasem Brenzingerem). The Body in Language: Comparative Studies of Linguistic Embodiment. Brill Studies in Language, Cognition and Culture 8. Leiden: Brill.
- 2014 (red., z Beatą Wójtowicz). Current Research in African Studies: Papers in Honour of Mwalimu Eugeniusz Rzewuski. Warszawa: Elipsa.
- 2007 Analogy: The Relation between Lexicon and Grammar. LINCOM Studies in Theoretical Linguistics 38. München: LINCOM Europa.
- 2003  The phonology of stress in Polish. LINCOM Studies in Slavic Linguistics 23. München: Lincom Europa, 120 str. [Reviewed by Mark J. Elson in Language 2005:780]
- 1998 (z R. Ohly i Z. Podobińską), Język suahili, Warszawa: Wydawnictwo Akademickie DIALOG.